# 塞尔卡多县 (奥鲁罗省)
塞爾卡多县（西班牙語：Provincia de Cercado），是玻利維亞的县份，位於該國西部，屬於奧魯羅省的一部分，县府設於奧魯羅，面積5,162平方公里，2001年人口241,230，人口密度每平方公里46.7人。